# Fliegerhorst Jesau

i7
i11
i13
Der Fliegerhorst Jesau war ein Fliegerhorst der Luftwaffe der Wehrmacht nahe dem ostpreußischen Jesau. Nach dem Zweiten Weltkrieg wurde er bis 2002 als Flugplatz Niwenskoje von den sowjetischen, später russischen Luftstreitkräften genutzt.

## Geschichte
Der Fliegerhorst wurde ab 1935 auf dem Gelände des Guts Friederikenthal südöstlich von Wittenberg, dem heutigen Niwenskoje, angelegt und im März 1937 eröffnet. Im Norden des Fliegerhorstes schlossen sich zwei große und zwei mittlere Hangars und ein Reparaturhangar an. Hier befanden sich weitere Wirtschafts- und Unterkunftsgebäude. Ein weiterer großer Hangar befand sich 600 Meter nördlich der Startbahn. Als erste fliegende Einheit war hier ab April 1937 die I./JG 131 stationiert. Ab 1943 wurde Jesau auch als Erprobungsstelle und ab 1944 als Einflugplatz für die ansässige Luftfahrtindustrie genutzt.
Der Flugplatz Gerdauen war Einsatzhafen für den Fliegerhorst.
Die folgende Tabelle zeigt eine Auflistung aller fliegender aktiver Einheiten (ohne Schul- und Ergänzungsverbände) der Luftwaffe, die hier zwischen 1937 und 1945 stationiert waren.
| von            | bis            | Einheit                                                                        | Ausrüstung                                                       |
| -------------- | -------------- | ------------------------------------------------------------------------------ | ---------------------------------------------------------------- |
| April 1937     | Oktober 1938   | I./Jagdgeschwader 131                                                          | Heinkel He 50, Arado Ar 65, Arado Ar 68, Messerschmitt Bf 109B/D |
| November 1938  | April 1939     | I./Jagdgeschwader 130                                                          | Messerschmitt Bf 109D                                            |
| Mai 1939       | August 1939    | I./Jagdgeschwader 1                                                            | Messerschmitt Bf 109D/E                                          |
| Juli 1939      | Oktober 1939   | I./Jagdgeschwader 21                                                           | Messerschmitt Bf 109D                                            |
| August 1939    | Oktober 1939   | 4./Fernaufklärungsgruppe 121                                                   |                                                                  |
| August 1939    | September 1939 | Stab/Kampfgeschwader 2                                                         | Dornier Do 17Z                                                   |
| August 1939    | November 1939  | Stab, I., V./Lehrgeschwader 1                                                  | Heinkel He 111H, Messerschmitt Bf 110C/D                         |
| September 1939 | Dezember 1939  | Stab, I./Kampfgeschwader 28                                                    | Heinkel He 111H                                                  |
| September 1939 | Januar 1940    | III./Kampfgeschwader 26                                                        | Heinkel He 111H                                                  |
| Februar 1940   | März 1940      | III./Kampfgeschwader 28                                                        | Heinkel He 111P                                                  |
| März 1940      | Juni 1941      | Wettererkundungsstaffel 1                                                      |                                                                  |
| Juni 1941      | August 1941    | I./Kampfgeschwader 77                                                          | Junkers Ju 88A                                                   |
| Dezember 1941  | Januar 1942    | I./Kampfgeschwader 76                                                          | Junkers Ju 88A                                                   |
| Januar 1942    | Februar 1942   | III./Jagdgeschwader 3                                                          | Messerschmitt Bf 109F                                            |
| Januar 1942    | April 1942     | Stab, I., II./Jagdgeschwader 52                                                | Messerschmitt Bf 109F                                            |
| Mai 1942       | Juni 1942      | Stab, II./Kampfgeschwader 4                                                    | Heinkel He 111H                                                  |
| August 1942    | September 1942 | I./Jagdgeschwader 51                                                           | Messerschmitt Bf 109F, Focke-Wulf Fw 190A                        |
| August 1942    | September 1942 | III./Jagdgeschwader 77                                                         | Messerschmitt Bf 109F/G                                          |
| Oktober 1942   | November 1942  | II./Jagdgeschwader 51                                                          | Messerschmitt Bf 109F, Focke-Wulf Fw 190A                        |
| Oktober 1942   | Oktober 1942   | 5./Schlachtgeschwader 1                                                        | Focke-Wulf Fw 190F                                               |
| November 1942  | Dezember 1942  | III./Jagdgeschwader 51                                                         | Messerschmitt Bf 109F, Focke-Wulf Fw 190A                        |
| Februar 1943   | Februar 1943   | IV./Jagdgeschwader 51                                                          | Messerschmitt Bf 109F, Focke-Wulf Fw 190A                        |
| Mai 1943       | April 1944     | 12./Kampfgeschwader 27                                                         | Heinkel He 111H                                                  |
| Juli 1943      | August 1943    | IV./Jagdgeschwader 54                                                          | Messerschmitt Bf 109G                                            |
| Juli 1944      | August 1944    | Stab, II., III./Kampfgeschwader 53                                             | Heinkel He 111H                                                  |
| August 1944    | Oktober 1944   | 2./Fernaufklärungsgruppe 11                                                    |                                                                  |
| September 1944 | Januar 1945    | Stab, I./Nachtjagdgeschwader 5 (Stab und I. Gruppe des Nachtjagdgeschwaders 5) | Junkers Ju 88G                                                   |
| Oktober 1944   | Dezember 1944  | 5./Fernaufklärungsgruppe 122                                                   |                                                                  |
| November 1944  | Dezember 1944  | II./Schlachtgeschwader 3                                                       | Focke-Wulf Fw 190F                                               |

Am 28. Januar 1945 besetzten sowjetische Truppen der 1. Belorussischen Front das Gelände des Fliegerhorstes. Vom Februar 1945 bis zum Kriegsende diente er verschiedenen Schlacht- und Jagdfliegereinheiten als Frontflugplatz. Im Einzelnen war das die 335. Schlachtfliegerdivision mit dem zugehörigen Stab, mit Il-2 ausgerüstete Schlachtfliegerregimenter (6. Gw SchAP, 566. SchAP, 683. SchAP, 826. SchAP) sowie das 9. Gardejagdfliegerregiment mit La-7. Auch das mit Jak-3 ausgerüstete französische Geschwader Normandie-Njemen startete von hier zu seinen Einsätzen. Seit 1945 gehört Jesau, das 1950 in Juschny (russisch Южный) umbenannt wurde, zur russischen Oblast Kaliningrad. In den Jahren 1945/1946 lag das 11. Selbstständige Aufklärungsfliegerregiment mit Pe-2 am Platz. 
In den 1950er Jahren erfolgte der Ausbau als Basis der sowjetischen Luftstreitkräfte, unter anderem mit einer Vergrößerung der Start- und Landebahn. Langjähriger Nutzer war von 1952 bis 2002 das 689. Garde-Jagdfliegerregiment. Dieses war von 1952 bis 1989 im Laufe der Jahre mit verschiedenen Flugzeugtypen des Konstruktionsbüros Mikojan-Gurewitsch ausgerüstet (MiG-15 bis 1954, MiG-17 ab 1954, MiG-23 ab 1977) und rüstete 1989 auf die Su-27 um. Das Regiment unterstand anfangs und später den Marinefliegern der Baltischen Flotte, zwischenzeitlich in den Jahren von 1960 bis 1994 allerdings den Sowjetischen Luftverteidigungsstreitkräften. 
Daneben wurde im April 1978 das 288. Unabhängige Hubschrauberregiment nach Niwenskoje verlegt. Dem Regiment unterstanden drei fliegende Staffeln, von denen eine mit Mi-8 und zwei mit Mi-24 ausgerüstet waren.
Im Jahr 2002 wurden das Hubschrauberregiment außer Dienst gestellt, das Garde-Jagdfliegerregiment nach Kaliningrad-Tschkalowsk verlegt und der Flugplatz geschlossen.